# Courtney Williams
Courtney Monae Williams (ur. 11 maja 1994 w Folkston) – amerykańska koszykarka, występująca na pozycji rozgrywającej, obecnie zawodniczka Minnesota Lynx, w WNBA.
19 lutego 2020 trafiła w wyniku wymiany do Atlanty Dream. 4 lutego 2023 została zawodniczką Chicago Sky. Od sezonu 2024 występuje w Minnesota Lynx.
Od 2025 roku w sezonie zimowym zasila skład Lunar Owls BC - drużyny w lidze Unrivaled.

## Osiągnięcia
Stan na 3 czerwca 2023, na podstawie, o ile nie zaznaczono inaczej.

### NCAA
- Uczestniczka rozgrywek:
  - II rundy turnieju NCAA (2013, 2015, 2016)
- Laureatka nagrody Scholar Athlete of the Year (2016)
- Zaliczona do:
  - I składu:
    - All-American (2016) przez WBCA)
    - ACC (2014, 2015, 2016)
    - turnieju:
      - WNIT (2014)
      - AAC (2014)
      - All-Region (2014, 2015)

  - składu honorable mention All-America (2014, 2015 przez WBCA, Associated Press)

### WNBA
- Wicemistrzyni WNBA (2019, 2022)
- Uczestniczka meczu gwiazd – kadra USA vs gwiazdy WNBA (2021)[6]

### Drużynowe
- Mistrzyni Izraela (2022)[7]
- Finalistka Pucharu Turcji (2020)[8]

### Indywidualne
(* – nagrody przyznane przez eurobasket.com, australiabasket.com)
- MVP australijskiej ligi WNBL (2018)*[9]
- Najlepsza zawodniczka*:
  - zagraniczna WNBL (2018)[9]
  - występująca na pozycji obronnej WNBL (2018)[9]
- Zaliczona do I składu*:
  - ligi tureckiej (2020)[8]
  - WNBL (2018)[9]
  - zawodniczek zagranicznych ligi izraelskiej (2020)[8]

### Reprezentacja
- Mistrzyni uniwersjady (2015)